# Martin Blankemeyer

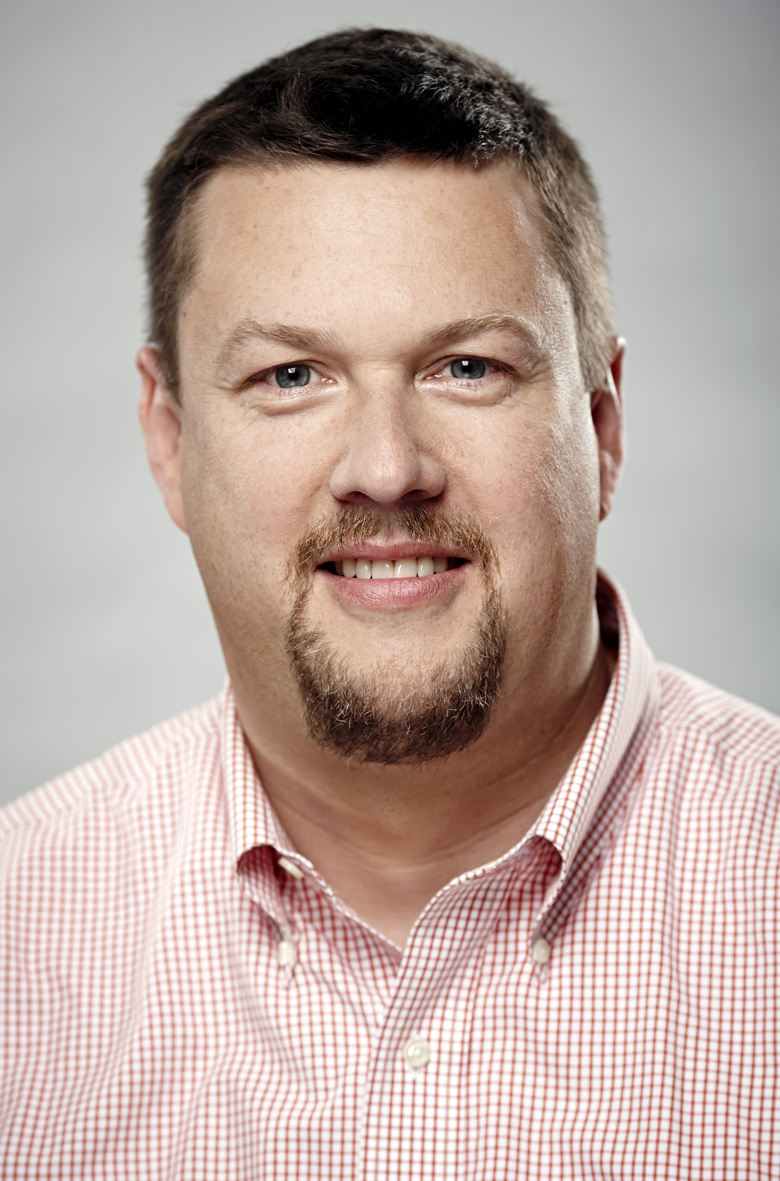
Martin Blankemeyer

Martin Blankemeyer (* 18. April 1971 in Landau in der Pfalz) ist ein deutscher Filmproduzent, Hochschullehrer und Bundesverdienstkreuzträger.

## Jugend und Ausbildung
Martin Blankemeyer wuchs im südpfälzischen Bad Bergzabern auf, wo sein Vater die Geschäftsstelle der Allgemeinen Ortskrankenkasse (AOK) leitete. Er besuchte die Grundschule und das Gymnasium im Alfred-Grosser-Schulzentrum, wo er Französisch als erste Fremdsprache lernte, bilingualen Unterricht in Geschichte und Erdkunde („langue véhiculaire“) erhielt und am Nachmittagsprogramm Arbeiten und Spielen teilnahm, zu dem u. a. die Theater-AG und die Schülerzeitung Tarantel gehörten, deren Chefredakteur er wurde. Über die Mitgliedschaft der Schülerzeitung in der Jugendpresse-Organisation Junge Presse Rheinland-Pfalz/Saar e.V. kam er erstmals in Kontakt mit überregionalen Organisationen, was den Grundstein für sein lebenslanges gesellschaftliches Engagement legte.
Vor Ort in Bad Bergzabern engagierte er sich als einer der Gründer der Arbeitsgemeinschaft Jugend und Kultur Bad Bergzabern e.V., die einen selbstverwalteten Jugendtreff im Alten Rathaus am Bad Bergzaberner Marktplatz einrichtete. Er war Mitarbeiter des Jugendpflegers und Mitorganisator von Filmnächten, Pferdetagen und des Rock’nZabern-Konzerts im Rahmen des 700-jährigen Stadtjubiläums 1986. Er gestaltete über Jahre Jugendseiten im Südpfalz-Kurier, dem Amtsblatt der Verbandsgemeinde Bad Bergzabern, und arbeitete als freier Mitarbeiter der Tageszeitung Die Rheinpfalz. Im Schuljahr 1990/91 gehörte er als einer von sieben Bundesschülersprechern dem Bundesvorstand der Bundesschülervertretung an, wozu ihm u. a. der aus der Südpfalz stammende damalige parlamentarische Geschäftsführer der SPD-Landtagsfraktion und spätere rheinland-pfälzische Ministerpräsident Kurt Beck in einem Schreiben gratulierte.
Nach dem Abitur 1990 zog er in die rheinland-pfälzische Landeshauptstadt Mainz, um dort ein Jurastudium an der Johannes-Gutenberg-Universität Mainz aufzunehmen, das er 2015 als Master of Laws im Medienrecht (Mainzer Medieninstitut) abschloss. Über eine Aushilfstätigkeit als Kabelhilfe beim ZDF kam er 1994 in Kontakt mit der Film- und TV-Branche und absolvierte dafür einen Doppeldiplomstudiengang der Deutsch-Französische Hochschule bestehend aus einem Regiestudium an der Filmhochschule École Supérieure d’AudioVisuel (ESAV) der Universität Toulouse 2 – Le Mirail und Medienwirtschaft an der Fachhochschule Wiesbaden. Anschließend absolvierte er mit einem Stipendium der Medien- und Filmgesellschaft Baden-Württemberg die Masterclass für junge europäische Filmproduzenten in Ludwigsburg und Paris, ein gemeinsames Fortbildungsprogramm von Filmakademie Baden-Württemberg und La fémis.

## Filmproduktion
Der Kurzfilm Der Tag der Befreiung, mit dem Blankemeyer sein Regiestudium an der ESAV abschloss und der seine einzige Regiearbeit bleiben sollte, wurde zu über 50 Festivals in 20 Länder eingeladen, unter anderem zum Festival Internacional de Cine de Donostia-San Sebastián. Nachdem er diesen Film selbst hatte produzieren müssen übernahm er anschließend die Produktion einer ganzen Reihe von Kurz-, Debüt- und Spielfilmen:
- 2001: 1. Aufnahmeleiter von nichts bereuen, Regie: Benjamin Quabeck
- 2002: 1. Aufnahmeleiter von Das Verlangen, Regie: Iain Dilthey
- 2003: Regisseur und Produzent von Der Tag der Befreiung
- 2005: Ausführender Produzent von Solo, Regie: Burkhard Feige
- 2005: Produzent von Musik nur wenn sie laut ist, Regie: Marie Reich
- 2006: Produzent von ein Sommer lang, Regie: Steffi Niederzoll
- 2007: Produzent von Die Handwerker Gottes, Regie: Siegmar Warnecke
- 2007: Produzent von Einsame Insel, Regie: Stanislav Güntner
- 2007: Produzent von Der Goldene Nazivampir von Absam 2 – Das Geheimnis von Schloß Kottlitz, Regie: Lasse Nolte
- 2007: Regieassistent von Marco Serafini bei Polizeiruf 110 – Verstoßen
- 2007: 1. Aufnahmeleiter von Ohnmacht, Regie: Tobias Stille
- 2007: Produzent von Der Rote Punkt, Regie: Marie Miyayama
- 2008: Koproduzent von Summertime Blues, Regie: Marie Reich
- 2008: Produzent von Letzte Ausfahrt Weiden-Ost, Regie: Kathrin Anna Stahl
- 2009: Produzent von Bergig, Regie: Julia Daschner
- 2009: Produzent von Totem (2011), Regie: Jessica Krummacher
- 2010: Herstellungsleiter von Die Frau des Polizisten, Regie: Philip Gröning
- 2010: Produzent von Südsee, Regie: Dagmar Ege
- 2010: Produzent von Traumfabrik, Regie: Dominik J. Siebel
- 2019: Produzent von Un café sans musique c’est rare à Paris, Regie: Johanna Pauline Maier

2006 gründete Blankemeyer selbst ein kleines Filmfestival: das KALIBER35 Munich International Short Film Festival, das bis 2016 mit jährlich wechselnden Festivalleitern in München stattfand. Daneben bzw. danach engagierte er sich auch bei anderen Filmfestivals, u. a. als Juror bei den Internationale Hofer Filmtage (2009), Fünf Seen Filmfestival (2010), Biberacher Filmfestspiele (2011, 2019 und 2020), Regensburger Kurzfilmwoche (2020) und Internationales Dokumentarfilmfestival München (2023), als Moderator bei Französische Filmtage Tübingen-Stuttgart (2003) und Filmfestival Max Ophüls Preis (2005) und als Decision Maker der Branchenplattformen Sofia Meetings (2009) und TorinoFilmLab (2011).
Er ist Vorstand der Münchner Filmwerkstatt und Mitglied im Produzentenverband, Bundesverband Regie sowie beim Filmbüro NW, ferner der Deutschen, der Deutsch-Französischen und der Europäischen Filmakademie, der Deutschen Akademie für Fernsehen und der International Academy of Television Arts & Sciences. Von 2013 bis 2016 war er Geschäftsführer des Filmhaus Köln und gehörte in Köln von 2015 bis 2019 der Vollversammlung der Industrie- und Handelskammer an. Seit 2021 ist er einer von zwei Vertretern der Wahlgruppe 13 (Verlags-, Film-, Musik- und Fernsehwirtschaft, Rundfunk) in der Vollversammlung der IHK München.

## Werdegang
Blankemeyer unterrichtete im Rahmen von Lehraufträgen u. a. an der Filmuniversität Babelsberg, Internationale Filmschule Köln und der Hochschule der Bildenden Künste Saar. An der Hochschule München hält er jedes Semester eine Einführung in das Projektmanagement für Studierende des zweiten Semester und hat sich dafür vom Project Management Institute als Project Management Professional (PMP) zertifizieren lassen sowie mit dem Zertifikat Hochschullehre Bayern des Zentrum für Hochschuldidaktik weitergebildet.
Blankemeyer hat die bayerische Jägerprüfung absolviert, ist Inhaber eines Jagdscheins und Mitglied im Ökologischen Jagdverband. Zu seinen weiteren Mitgliedschaften gehören die Kulturpolitische Gesellschaft, Foodsharing, Awareness Medical Team, Rotary International, der Travelers’ Century Club und Mensa in Deutschland.

## Politik
In seiner Jugend gehörte Blankemeyer kurzzeitig der Sozialdemokratischen Partei Deutschlands (SPD) und den Jusos an, deren stellvertreter Unterbezirksvorsitzender in der Südpfalz er war. In dieser Funktion nahm er 1989 den Partei-Aufnahmeantrag des späteren rheinland-pfälzischen Ministerpräsidenten Alexander Schweitzer entgegen. Bei den Kommunalwahlen in Rheinland-Pfalz 1989 kandidierte Blankemeyer im Alter von 18 Jahren für den Stadtrat von Bad Bergzabern. In der Folge engagiert er sich einige Jahre bei den Jungdemokraten, u. a. als Kreisvorsitzender in Mainz, als Landesgeschäftsführer in Rheinland-Pfalz und als Bundesgeschäftsführer.
Seit 2019 gehört Blankemeyer der Partei Bündnis 90/Die Grünen an, für die er bei den Kommunalwahlen in Bayern 2020 für den Münchner Stadtrat kandidierte und in den Bezirksausschuss Schwabing-Freimann gewählt wurde.
2022 kandidierte er in der Verbandsgemeinde Bad Bergzabern bei der Direktwahl am 16. Oktober als hauptamtlicher Bürgermeister, verpasste aber den Einzug in die Stichwahl am 6. November 2022.

## Auszeichnungen
Für seine erste Kinofilmproduktion Der Rote Punkt wurde Blankemeyer 2009 mit dem Bayerischen Filmpreis als Bester Nachwuchsproduzent ausgezeichnet.
2019 wurde er „in Anerkennung seines ehrenamtlichen Engagements und seiner damit verbundenen Verdienste um die Kulturstadt München“ mit der Medaille München leuchtet – den Freundinnen und Freunden Münchens ausgezeichnet.
Ebenfalls 2019 erhielt Blankemeyer auf Vorschlag des bayerischen Ministerpräsidenten Markus Söder die Verdienstmedaille des Verdienstordens der Bundesrepublik Deutschland.